# Katinka Wiltenburg
Katinka Wiltenburg née le 7 septembre 1959 aux Pays-Bas est une triathlète professionnelle, vainqueur sur triathlon Ironman. 

## Palmarès
Le tableau présente les résultats les plus significatifs (podium) obtenus sur le circuit international de triathlon, de duathlon et de triathlon d'hiver depuis 1991,.
| Année | Compétition                           | Pays      | Position           | Temps            |
| ----- | ------------------------------------- | --------- | ------------------ | ---------------- |
| 1997  | Ironman Lanzarote                     | Espagne   | Médaille d'argent  | 10 h 28 min 29 s |
| 1997  | Almere-Triathlon                      | Pays-Bas  | Médaille d'or      | 9 h 12 min 52 s  |
| 1996  | Ironman Lanzarote                     | Espagne   | Médaille d'or      | 10 h 13 min 27 s |
| 1996  | Almere-Triathlon                      | Pays-Bas  | Médaille d'or      | 8 h 56 min 57 s  |
| 1995  | Ironman Europe                        | Allemagne | Médaille d'argent  | Timing           |
| 1995  | Ironman Lanzarote                     | Espagne   | Médaille d'argent  | Timing           |
| 1994  | Ironman Europe                        | Allemagne | Médaille de bronze | Timing           |
| 1994  | Ironman Lanzarote                     | Espagne   | Médaille d'argent  | Timing           |
| 1993  | Ironman Lanzarote                     | Espagne   | Médaille d'or      | 10 h 18 min 18 s |
| 1993  | Ironman Europe                        | Allemagne | Médaille d'or      | 9 h 18 min 49 s  |
| 1993  | Championnats d'Europe longue distance | France    | Médaille de bronze | 12 h 13 min 55 s |
| 1991  | Championnats d'Europe longue distance | Pays-Bas  | Médaille de bronze | 9 h 52 min 45 s  |

| Année | Compétition                                | Pays    | Position           | Temps           |
| ----- | ------------------------------------------ | ------- | ------------------ | --------------- |
| 1997  | Championnats du monde de triathlon d'hiver | Italie  | Médaille de bronze | 2 h 4 min 32 s  |
| 1992  | Championnats d'Europe de duathlon          | Espagne | Médaille de bronze | 1 h 32 min 41 s |